# SSP Group
SSP Group plc er et britisk multinationalt selskab med hovedkvarter i London, England. Det driver catering og detailhandels enheder i over 125 lufthavne og 270 togstationer rundt om i verden som koncessionshaver. Selskabet er noteret på London Stock Exchange og er en del af FTSE 250 Indeks.

## Historie
Virksomheden blev etableret som en division af SAS Group under navnet SAS Catering i 1961. Det blev efterfølgende omdøbt til Select Service Partner ('SSP') og erhvervet af Compass Group i maj 1993 for € 72 mio. I 2006 blev virksomheden blev opkøbt af EQT Partners for £1.822 mia. I 2014 blev selskabet børsintroduceret.